# ダナ・アシュブルック
ダナ・アシュブルック（Dana Vernon Ashbrook、1967年5月24日 - ）は、アメリカ合衆国の俳優。サンディエゴ出身。姉のダフネ・アシュブルックも女優。
主にテレビドラマを中心に出演、特に『ツイン・ピークス』のローラ・パーマーのボーイフレンド、ボビー・ブリッグス役で知られ、2017年から始まる新シリーズにも同じボビー役で出演する。

## 主な出演作品

### 映画
- アタック・オブ・ザ・キラー・トマト Attack of the Killer Tomatoes (1978)
- バタリアン2 Return of the Living Dead: Part II (1988)
- ワックス・ワーク Waxwork (1988)
- テンプテーション 15才 She's Out of Control (1989)
- サンダウン Sundown: The Vampire in Retreat	(1989)
- ゴースト・パパ Ghost Dad (1990)
- ガールフレンド・フロム・ヘル Girlfriend from Hell (1990)
- ツイン・ピークス/ローラ・パーマー最期の7日間 Twin Peaks: Fire Walk with Me (1991)
- ボニー&クライド Bonnie & Clyde: The True Story (1992) テレビ映画
- W.E.I.R.D. WORLD ウィアード・ワールド W.E.I.R.D. World (1995) テレビ映画
- アイスランド New Alcatraz (2002)
- パイソン2 Pythons 2 (2002) テレビ映画

### テレビドラマ
- ツイン・ピークス Twin Peaks (1990-1991)
- ドーソンズ・クリーク Dawson's Creek	(2002-2003)
- キル・ポイント The Kill Point	(2007)
- crash クラッシュ Crash (2009)
- サイク/名探偵はサイキック? Psych (2010, 2014)
- ローズウッド ～マイアミ私立検視ラボ Rosewood (2017)
- シカゴ P.D. Chicago P.D. (2017)
- ツイン・ピークス Twin Peaks (2017)